# Ricardo Lunari
Ricardo Gabriel Lunari Del Federico (San José de la Esquina, Santa Fe, 6 de febrero de 1970) es un exfutbolista y entrenador de fútbol argentino. Actualmente dirige las inferiores de Club Atlético Newell's Old Boys.

## Trayectoria

### Como futbolista
Debutó con Newell's, el técnico Marcelo Bielsa lo subió al primer equipo. En ese club logró un total de dos títulos, el campeonato argentino 90/91 venciendo en la final a Boca Juniors por penales en la Bombonera y el Clausura 92 más el subcampeonato de Copa Libertadores 1992.
En 1993 llegó a Universidad Católica. De inmediato entra al corazón de los hinchas cruzados, mostrando una garra inusitada y un gran despliegue que encantó a los simpatizantes, siendo hasta hoy un ídolo del club. Asimismo, Lunari ha declarado que él se siente como salido de las canteras de Universidad Católica.
Luego de obtener el subcampeonato de la Copa Libertadores 1993 y, en el ámbito amistoso, el Trofeo Teide 1993, parte a México para jugar al Atlas. Posteriormente volvió a Universidad Católica en 1995, siendo pedido por el técnico Manuel Pellegrini. Tras 6 meses en el equipo, retorna a México para jugar en el Puebla.
A comienzos de 1996, el club Millonarios de Bogotá decide contratarlo para reforzar el equipo en la segunda mitad del torneo 95-96. Ricardo se convierte en pieza fundamental del repunte del Ballet Azul, que logra avanzar a las finales y alcanzar un subtítulo que nadie esperaba (solo perdió el título ante el campeón Deportivo Cali por la mayor bonificación de este equipo, a pesar de haber conseguido un punto más en las finales).
Su entrega en la cancha, sus 10 goles (algunos de ellos de antología, como uno de chilena que le hizo a René Higuita en Bogotá) y su carisma lo convirtieron en uno de los últimos verdaderos ídolos de la hinchada millonaria, en tan solo 6 meses. A pesar del deseo de la hinchada de Millonarios de adquirir definitivamente el pase de Lunari, esto fue imposible, y por eso el jugador regresa a la Universidad Católica de Chile a mediados de 1996 para formar parte del plantel campeón del Torneo de Apertura de 1997, cuando derrotaron en la final a Colo-Colo, con un gol del propio Lunari.
Posteriormente por petición del entrenador Miguel Ángel Russo tuvo un paso por el Salamanca de España. Luego continuó en Europa pasando por el Farense de Portugal. Volvió a Sudamérica, donde jugó en el Club Almagro de Argentina y en 2001 paso al Oriente Petrolero de Bolivia, club con el que obtuvo el campeonato boliviano en 2001. Después jugó en Estudiantes de Mérida de Venezuela y finalmente regreso a Europa fichando con el US Guspini de la cuarta división italiana. Se retiró en 2005 jugando en el club de su pueblo natal Centenario de San José de la Esquina.

### Como entrenador
Debuta como director técnico al asumir el mando del club Guabirá de la Liga de Fútbol Profesional Boliviano el viernes 21 de marzo de 2008, renunciando en el mes de mayo del mismo año.
Luego, fue ayudante de campo de Fernando Gamboa en varios clubes. Primero, entre agosto y diciembre de 2008 en Newell's Old Boys. Segundo, entre septiembre de 2009 y marzo de 2010 en Chacarita Juniors. Tercero, en mayo de 2010 fueron relegados del cargo en los Tiburones Rojos de Veracruz tan solo una semana de haber llegado al equipo ya que la directiva decidió contratar a Sergio Bueno. Cuarto, en la temporada 2010-11 siguió trabajando como ayudante de campo de Gamboa en Colón de Santa Fe.
Volvería a dirigir en propiedad tras ser contratado por el club chileno Santiago Morning para competir en el ascenso de aquel país, sin embargo en su segunda expedición como técnico titular dura poco y renuncia antes de terminar el Torneo Apertura chileno 2012.
Para el año 2013 acaba de acordar con la dirigencia de Deportes Valdivia para ser su entrenador junto a Sergio Stachiotti, excompañero en Newell's. Junto a «El Torreón» afrontará el campeonato de segunda división profesional del Torneo chileno 2013.
Desde julio de 2013 es el entrenador de la Reserva de Newell's Old Boys de Rosario, club del cual surgió. A partir de abril de 2014, y tras la renuncia de Alfredo Berti, Ricardo Lunari se hizo cargo de forma interina del primer equipo de Newell's Old Boys hasta su alejamiento del club al finalizar el torneo Final 2014.
En septiembre de 2014 se convierte en el director técnico del equipo colombiano Millonarios Fútbol Club de Bogotá. En el torneo colombiano en 2015-I llegó a la semifinal del torneo perdiendo con Deportivo Cali por la tanda de penales. El 25 de agosto de 2015, es despedido por el presidente, Enrique Camacho Matamoros, de Millonarios quien confirma la salida del Director Técnico del club capitalino tras un balance negativo en el rendimiento de 46,8% en 47 partidos.

## Clubes

### Como futbolista
| Club                              | Temporada           | Liga                | Liga | Liga  | Copa Libertadores | Copa Libertadores | Total | Total |
| Club                              | Temporada           | Div.                | PJ.  | Goles | PJ.               | Goles             | PJ.   | Goles |
| --------------------------------- | ------------------- | ------------------- | ---- | ----- | ----------------- | ----------------- | ----- | ----- |
| Newell's Old Boys Argentina       | 1991-1992           | 1.ª                 | 42   | 8     | 15                | 2                 | 57    | 10    |
| Universidad Católica · Chile      | 1993, 1995, 1996-98 | 1.ª                 | 86   | 36    | 35                | 8                 | 121   | 42    |
| Atlas · México · (cedido)         | 1994                | 1.ª                 | 38   | 6     | Inexistentes      | Inexistentes      | 38    | 6     |
| Puebla · México · (cedido)        | 1995                | 1.ª                 | 14   | 1     | Inexistentes      | Inexistentes      | 14    | 1     |
| Millonarios · Colombia · (cedido) | 1996                | 1.ª                 | 35   | 10    | Inexistentes      | Inexistentes      | 35    | 10    |
| Salamanca · España                | 1998-1999           | 1.ª                 | 18   | 0     | Inexistentes      | Inexistentes      | 18    | 0     |
| Farense Portugal                  | 2000                | 1.ª                 | 11   | 2     | Inexistentes      | Inexistentes      | 11    | 2     |
| Club Almagro Argentina            | 2000                | 1.ª                 | 9    | 0     | Inexistentes      | Inexistentes      | 9     | 0     |
| Oriente Petrolero · Bolivia       | 2001-2002           | 1.ª                 | 52   | 9     | 8                 | 1                 | 60    | 10    |
| Estudiantes de Mérida · Venezuela | 2003                | 1.ª                 | 5    | 1     | 5                 | 0                 | 10    | 1     |
| Guspini Calcio · Italia           | 2003-2005           | 4.ª                 |      |       | Inexistentes      | Inexistentes      | ?     | ?     |
| Centenario Argentina              | 2005-06             | 4.ª                 |      |       | Inexistentes      | Inexistentes      | ?     | ?     |
| Total en su carrera               | Total en su carrera | Total en su carrera | 310  | 73    | 63                | 11                | 373   | 84    |

### Como asistente técnico
| Club                        | Asistente de:   | Año       | Partidos |
| --------------------------- | --------------- | --------- | -------- |
| Newell's Old Boys Argentina | Fernando Gamboa | 2008      | 19       |
| Chacarita Juniors Argentina | Fernando Gamboa | 2009-2010 | 24       |
| Veracruz · México           | Fernando Gamboa | 2010      | 0        |
| Colón Argentina             | Fernando Gamboa | 2010-2011 | 20       |

### Como formador
| Club                        | Año           |
| --------------------------- | ------------- |
| Newell's Old Boys Argentina | 2013-2014     |
| Newell's Old Boys Argentina | 2023-presente |

### Como entrenador
| Equipo                      | Desde                    | Hasta                  | Partidos | Partidos | Partidos | Partidos | Partidos    |
| Equipo                      | Desde                    | Hasta                  | PJ       | PG       | PE       | PP       | Rendimiento |
| --------------------------- | ------------------------ | ---------------------- | -------- | -------- | -------- | -------- | ----------- |
| Guabirá · Bolivia           | 21 de marzo de 2008      | 20 de mayo de 2008     | 10       | 2        | 2        | 6        | 26.67%      |
| Santiago Morning · Chile    | 1 de enero de 2012       | 8 de mayo de 2012      | 13       | 4        | 3        | 6        | 38.46%      |
| Valdivia · Chile            | 1 de enero de 2013       | 30 de junio de 2013    | 22       | 7        | 5        | 10       | 39.4%       |
| Newell's Old Boys Argentina | 11 de abril de 2014      | 30 de mayo de 2014     | 7        | 3        | 2        | 2        | 52.38%      |
| Millonarios · Colombia      | 8 de septiembre de 2014  | 26 de agosto de 2015   | 46       | 17       | 14       | 15       | 47.1%       |
| Valdivia · Chile            | 12 de julio de 2016      | 30 de octubre de 2016  | 9        | 1        | 3        | 5        | 22.22%      |
| Blooming · Bolivia          | 7 de enero de 2017       | 31 de mayo de 2017     | 17       | 8        | 1        | 8        | 49.02%      |
| Provincial Osorno · Chile   | 19 de marzo de 2021      | 20 de junio de 2022    | 18       | 7        | 6        | 5        | 50%         |
| Newell's Old Boys Argentina | 16 de septiembre de 2024 | 9 de noviembre de 2024 | 8        | 2        | 2        | 4        | 33.33%      |
| Total en su carrera         | Total en su carrera      | Total en su carrera    | 150      | 51       | 38       | 61       | 42.44%      |

## Palmarés

### Torneos nacionales oficiales
| Título           | Club                 | País      | Año     |
| ---------------- | -------------------- | --------- | ------- |
| Primera división | Newell's Old Boys    | Argentina | 1990-91 |
| Primera división | Newell's Old Boys    | Argentina | 1992-C  |
| Primera división | Universidad Católica | Chile     | 1997-A  |
| Primera división | Oriente Petrolero    | Bolivia   | 2001    |

## Trayectoria televisiva
Además de su trayectoria deportiva, Lunari se ha desempeñado como panelista del programa Balón Dividido de la cadena ESPN entre 2017 y 2021.

## Curiosidades
Tras haber jugado el primer semestre del año 1996 con el Millonarios FC de Colombia, su contrato no pudo ser renovado debido al alto costo que representaba para las directivas, por lo que toda la hincha del club hizo una recolecta para comprar su pase deportivo. A pesar de que se alcanzó a recaudar el dinero para extender su vínculo en calidad de cesión, la Universidad Católica (dueña de su pase) solamente quería negociarlo en venta por lo que tuvo que regresar al equipo chileno.
En su condición de referente del club, en 2010 Lunari apoyó la aspiración de los hinchas de la Universidad Católica de Chile de ser Locales en San Carlos ante cualquier rival del fútbol chileno.